# Municipio de Grand Rapids (Dakota del Norte)
El municipio de Grand Rapids (en inglés: Grand Rapids Township) es un municipio ubicado en el condado de LaMoure en el estado estadounidense de Dakota del Norte. En el año 2010 tenía una población de 90 habitantes y una densidad poblacional de 0,97 personas por km².

## Geografía
El municipio de Grand Rapids se encuentra ubicado en las coordenadas 46°24′48″N 98°20′53″O / 46.41333, -98.34806. Según la Oficina del Censo de los Estados Unidos, el municipio tiene una superficie total de 93.08 km², de la cual 93,08 km² corresponden a tierra firme y (0 %) 0 km² es agua.

## Demografía
Según el censo de 2010, había 90 personas residiendo en el municipio de Grand Rapids. La densidad de población era de 0,97 hab./km². De los 90 habitantes, el municipio de Grand Rapids estaba compuesto por el 100 % blancos. Del total de la población el 0 % eran hispanos o latinos de cualquier raza.